# 유나이티드 에어라인 홀딩스
유나이티드 에어라인 홀딩스 주식회사(영어: United Continental Holdings, Inc.)은 미국 일리노이주의 시카고에 본사를 둔 민간 항공 운송업체로 유나이티드 항공과 유나이티드 익스프레스, 유나이티드 피에스의 모기업에 속한다.

## 역사
1926년 월터 바니가 바니 항공(영어: Varney Airlines)으로 설립했다. 이후 1929년 UATC(영어: United Aircraft and Transport Corporation)라는 지주회사를 세우고 항공 외에 부품 회사 등 여러 계열사를 설립했다. 세계 대공황을 겪으면서 미국 정부가 독점 금지법을 수정함에 따라 1934년 UATC의 계열사 일부가 독립 기업으로 분리됐다. 이 계기로 유나이티드 항공이 탄생했다. 2000년대 초반 승객들이 저가 항공사로 대거 이동하고 2001년 9·11 테러가 발생하면서 경영난에 빠졌다. 2001년부터 1년 동안 2만 명의 직원을 해고하고 기내 서비스 일부도 중단했다. 2002년 미국 법원에 파산보호 신청을 냈고 2006년 파산보호 절차에서 벗어났다. 2010년 미국 4위 항공사인 콘티넨털 항공을 합병했다. 이 합병으로 승객 숫자 기준으로 세계 최대, 항공기와 취항지 숫자 기준으로 세계 2위의 항공 기업에 오르면서 현재의 사명으로 변경했다.

## 같이 보기
- 콘티넨털 항공
- 유나이티드 항공